# 科林 (印第安納州)
科林（英語：Koleen）是位於美國印地安納州格林縣的一個非建制地區。該地的面積和人口皆未知。